# Octomeria setigera
Octomeria setigera är en orkidéart som beskrevs av Guido Frederico João Pabst. Octomeria setigera ingår i släktet Octomeria och familjen orkidéer. Inga underarter finns listade i Catalogue of Life.